# Lispocephala pallipalpis
Lispocephala pallipalpis är en tvåvingeart som först beskrevs av Zetterstedt 1845.  Lispocephala pallipalpis ingår i släktet Lispocephala, och familjen husflugor. Arten är reproducerande i Sverige.